# Spillertown (Illinois)
Spillertown es una villa ubicada en el condado de Williamson en el estado estadounidense de Illinois. En el Censo de 2010 tenía una población de 203 habitantes y una densidad poblacional de 212,41 personas por km².

## Geografía
Spillertown se encuentra ubicada en las coordenadas 37°45′44″N 88°55′5″O / 37.76222, -88.91806. Según la Oficina del Censo de los Estados Unidos, Spillertown tiene una superficie total de 0.96 km², de la cual 0.93 km² corresponden a tierra firme y (2.44%) 0.02 km² es agua.

## Demografía
Según el censo de 2010, había 203 personas residiendo en Spillertown. La densidad de población era de 212,41 hab./km². De los 203 habitantes, Spillertown estaba compuesto por el 95.07% blancos, el 0.99% eran afroamericanos, el 0% eran amerindios, el 0% eran asiáticos, el 0% eran isleños del Pacífico, el 0% eran de otras razas y el 3.94% pertenecían a dos o más razas. Del total de la población el 3.45% eran hispanos o latinos de cualquier raza.